# تیوسپیرون
تیوسپیرون (انگلیسی: Tiospirone) که گاهی تیاسپیرون و تیاسپرون نیز خوانده می‌شود، یک داروی ضدسایکوز آتیپیک از گروه آزاپیرون می‌باشد. این دارو در اواخر دهه ۱۹۸۰ به عنوان درمان اسکیزوفرنی معرفی شد و در کارآزمایی‌های بالینی روشن شد که کارایی آن همانند دیگر داروهای ضدسایکوز آتیپیک است. , اما برخلاف آن‌ها باعث بروز علائم خارج هرمی نمی‌شود. با این حال روند بررسی این دارو متوقف شد و این دارو هیچگاه وارد بازار نشد. پروسپیرون یکی دیگر از مشتقات آزاپیرون است که دارای ویژگی‌های ضدسایکوز است. پروسپیرون نسبت به تیوسپیرون قدرتمندتر بوده و اختصاصی تر عمل می‌کند و از این رو به جای آن وارد بازار شد.